# Прапорець (силова гімнастика)
Прапорець (англ.human flag «людський прапор») — боковий баланс, базовий статичний елемент силової гімнастики. Виконується на шведській стінці, жердині, інших вертикальних об'єктах на яких його можливо виконувати. Виконується наступним чином: взятися двома руками за гімнастичний снаряд широкою постановкою рук, підняти своє тіло щоб воно було паралельне землі та перпендикулярне снаряду та утримувати таке положення. Для його виконання потрібна достатньо висока фізична підготовка. Під час утримання цього положення найбільше працюють такі м'язи: найширші м'язи спини, плечовий пояс, прямі та косі м'язи живота. Найчастіше виконується в таких спортивних напрямах як Street workout та Pole dance.

## Варіації
Є багато варіацій виконання прапорця.

### Стандартний
Стандартний(перпендикулярний) прапорець.

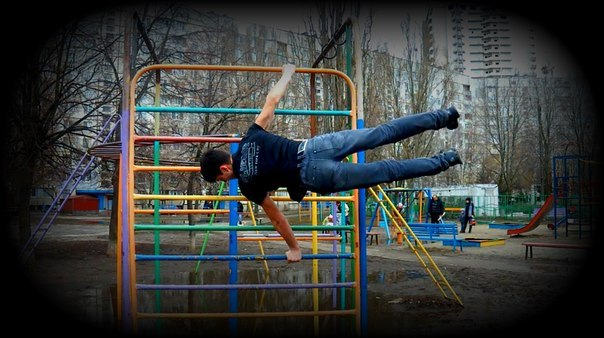
Паралельний прапорець

### Паралельний прапорець
Прапорець при якому тіло є паралельним снаряду.

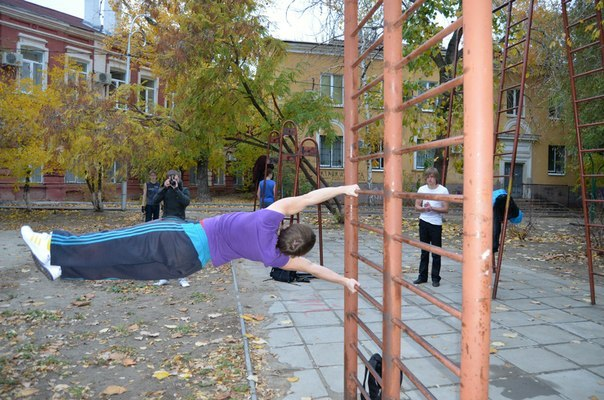
Прапорець в вузькому хваті

### Прапорець в вузькому хваті
Виконується як простий прапорець, але з вузькою постановкою рук.

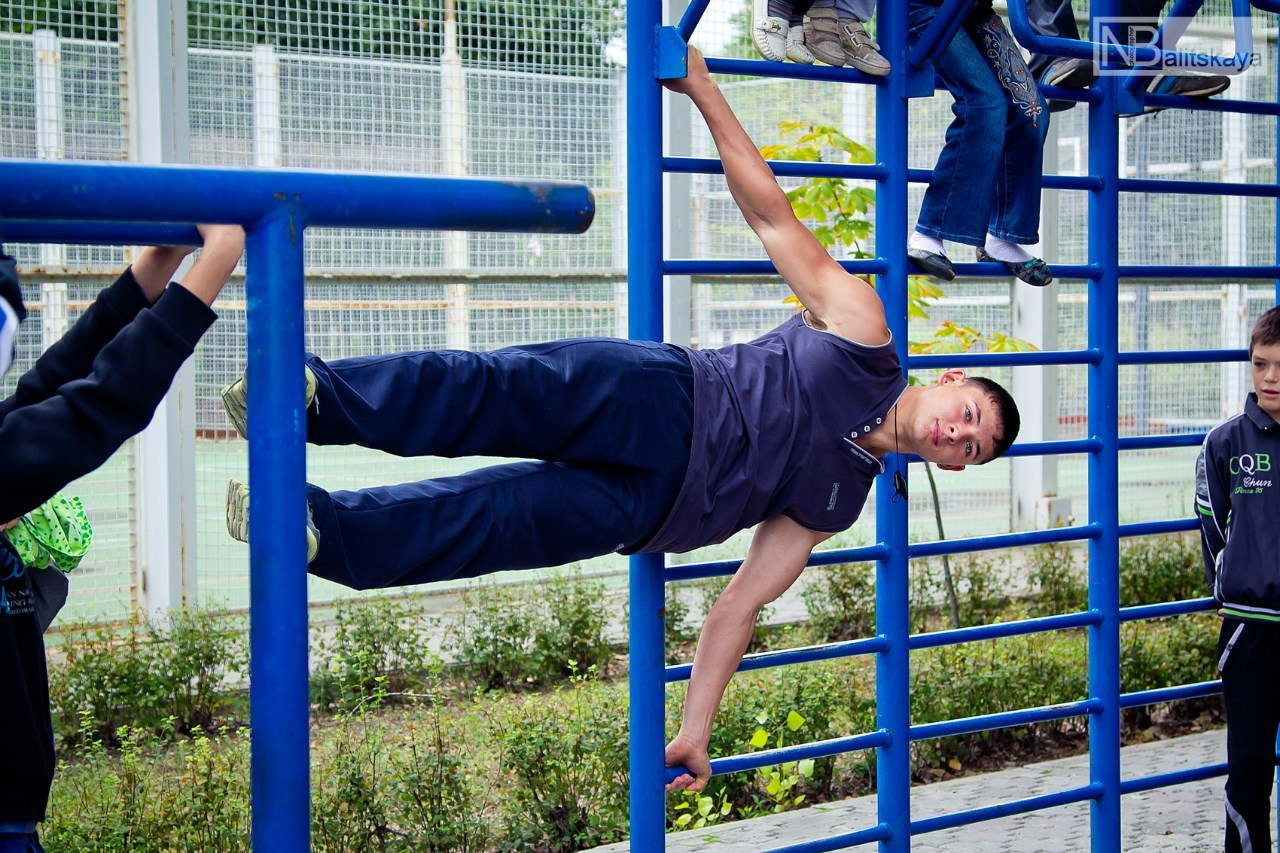
Задній паралельний прапорець

### Задній паралельний прапорець
Виконується як паралельний прапорець, але тіло повернуте до снаряду спиною.

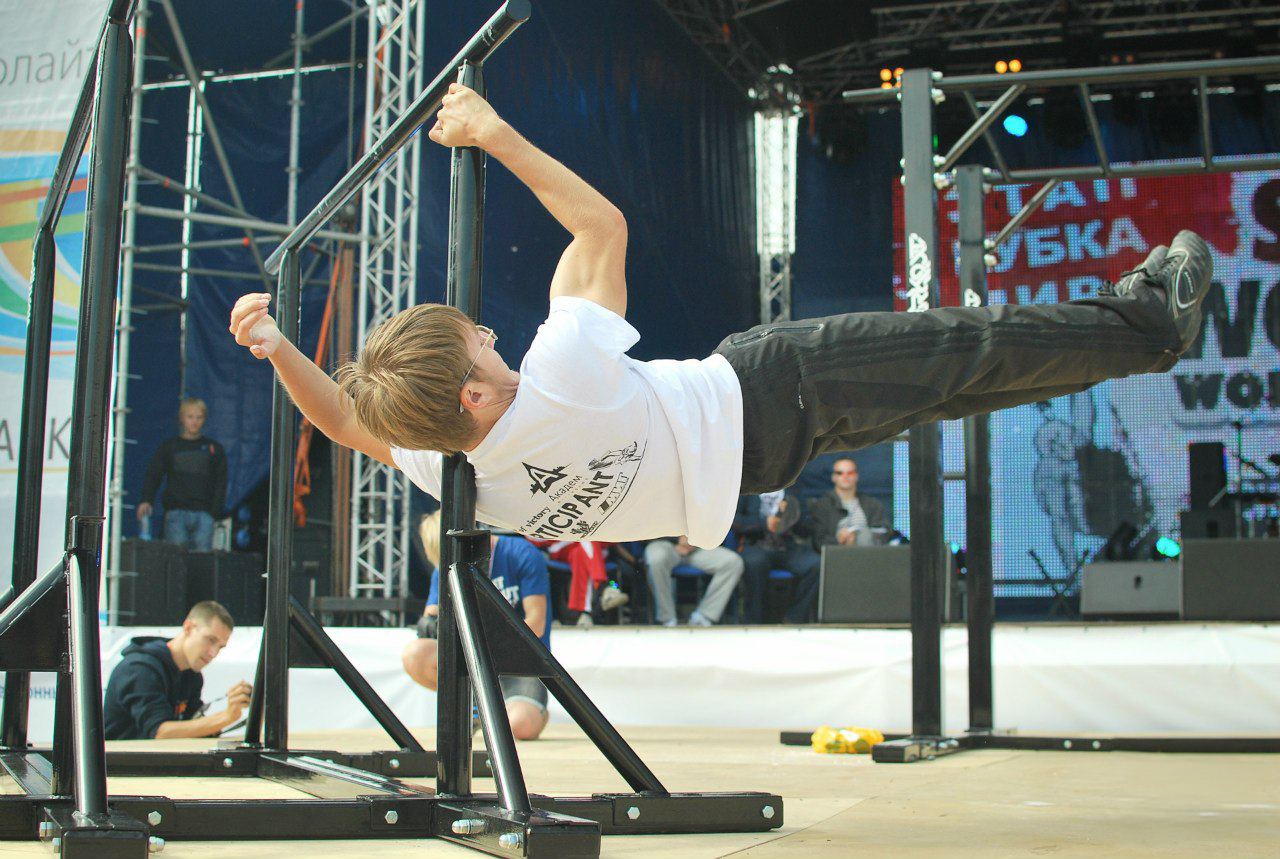
Прапорець дракона

### Прапорець дракона
Цей вид прапорця виконується спираючись плечем на снаряд, і утримуючи тіло паралельно землі. Виконується, тримаючись двома або однією рукою за снаряд.

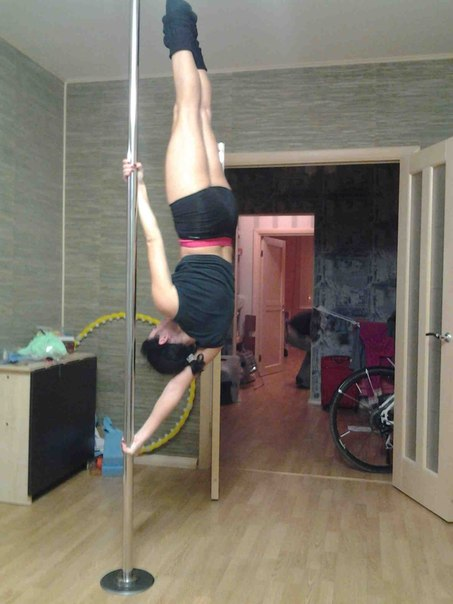
Вертикальний прапорець

## Вивчення
Для початку вивчення цього елементу вам потрібно: підтягуватися 25 раз, віджиматися в стійці на руках біля стіни 20 раз, піднімати прямі ноги до перекладини 15 раз.
Перед початком тренування цього елементу потрібно добре розім'ятися. Легше вивчати цей елемент на шведській стінці.
Руки потрібно поставити не дуже широко, але й не дуже вузько. Долоні мають дивитися одна на одну (верхня рука — верхній хватом, нижня рука — нижнім. Спробуйте закинути ноги(залізти) до верху та витягнути тіло щоб воно зайняло вертикальне положення. Якщо ви можете утримувати таке положення більше 20 секунд пробуй зігнути ноги і опускатися на якусь відстань від вертикального положення та підніматися назад допоки ви не зможете опуститися до горизонталі та повернутися кілька разів. Якщо ви спроможні виконувати попередні вправи спробуйте опуститися та затриматися в цьому положенні. Якщо ви утримуєте це положення більше 2 секунд я можу вас привітати ви навчилися робити прапорець.

## Тренування
Для вивчення інших варіацій прапорця, або збільшення часу утримання та якості виконання вам потрібно проводити силові тренування.
Воно складається з : спроб або утримання самого елементу, підготовчих вправ, базових вправ.

### Спроби або утримання прапорця або його варіацій
На початку тренування зробіть декілька спроб елементу або утримуйте елемент максимальний час.

### Підготовчі вправи
Взявшись двома руками за шведську стінку піднімайте тіло до горизонталі та опускайте до початкового положення. Робіть цю вправу 3-4 підходи на максимальну кількість повторів.
Опускайтеся з вертикального положення в горизонтальне і назад. Виконуйте цю вправу 1-2 підходи на максимальну кількість повторів.

### Базові вправи
Базовими вправами для прапорця будуть підтягування віджимання на брусах та в стійці на руках, прокачка пресу.
Підтягування потрібно виконувати з додатковою вагою в діапазоні 8-12 повторів. На кожному тренуванні спробуйте виконувати підтягування з більшою вагою.
Віджимання на брусах потрібно виконувати з додатковою вагою аналогічно підтягуванням.
Віджимання в стійці на руках потрібно виконувати біля стіни або якщо ви вмієте добре балансувати в стійці без опори пробуйте віджиматися без опори.
Візьміться двома руками за перекладину та піднімайте прямі ноги до грифу. Виконуйте цю вправу до повного стомлення пресу.

## Підтягування в прапорцю
Підтягування в прапорцю є досить складною вправою тому якщо ви не можете утримувати статичне положення менше 10 секунд не починайте вивчати її.
Спочатку виконуйте підтягування в вертикальному прапорцю пізніше розставте ноги і трішки опуститися і знову виконуйте підтягування так до поки не навчитеся підтягуватися в горизонтальному положенні. Коли зможете виконувати 5 підтягувань. Тоді вчіться підтягуватися тримаючись ноги разом так само.

## Рекорди
Рекорд утримання прапорця належить Wang Zhonghua з Китаю. 15 серпня 2011 року він зміг протримати положення прапорця 1 хвилину 5,7 секунд.
Рекорд підтягувань в прапорцю належить Dominic Lacasse. Він виконав 12 підтягувань, але в найближчому майбутньому він хоче перевершити цей рекорд. Також він був першим хто поставив рекорд по утриманню прапорця, 23 листопада 2007 він протримав його 39 секунд.